# Camera dei rappresentanti del Vermont
La Camera dei rappresentanti del Vermont è la camera bassa dell’Assemblea generale del Vermont. Essa si riunisce, insieme al Senato, nel Campidoglio dello Stato del Vermont. 
È composta da 150 membri, ognuno dei quali eletti per un mandato biennale. I rappresentanti non sono soggetti a un numero di mandati.
È altresì l'unica legislatura statale degli Stati Uniti la cui disposizione dei posti a sedere della camera di dibattito si avvicina a quella di un parlamento in stile Westminster (ossia due bancate parallele, una per il governo a destra dello Speaker ed una a sinistra dello stesso per l’opposizione).

## Antico principio della “Una città, un voto”
Dal 1777 al 1965, in linea con un’antichissima tradizione costituzionale inglese della Camera dei comuni britannica (prima della sua progressiva democratizzazione), ogni città/paese dello Stato eleggeva un rappresentante alla Camera dei Rappresentanti, indipendentemente dalla popolazione residente in ciascun comune.
Questo principio, detto “Una città, un voto”, è tuttavia cambiato con una sentenza della Corte Suprema degli Stati Uniti del 1964 (non riguardante lo Stato in sé) che, affermando il principio di "Un uomo, un voto" (Reynolds v. Sims), ha indirettamente colpito molte le legislature statali, tra cui quella del Vermont, che ha contestualmente adeguato il proprio sistema elettorale.